# Januar 2012
Portal Geschichte | Portal Biografien | Aktuelle Ereignisse | Jahreskalender | Tagesartikel

◄ |
20. Jahrhundert |
21. Jahrhundert

◄ |
1980er |
1990er |
2000er |
2010er
| 2020er | 2030er | 2040er

◄ |
2008 |
2009 |
2010 |
2011 |
2012
| 2013 | 2014 | 2015 | 2016 | ►

◄ |
Oktober 2011 |
November 2011 |
Dezember 2011 |
Januar 2012 |
Februar 2012 |
März 2012 |
April 2012 |
►
Dieser Artikel behandelt tagesbezogene Nachrichten und Ereignisse im Januar 2012.

## Tagesgeschehen

### Sonntag, 1. Januar 2012

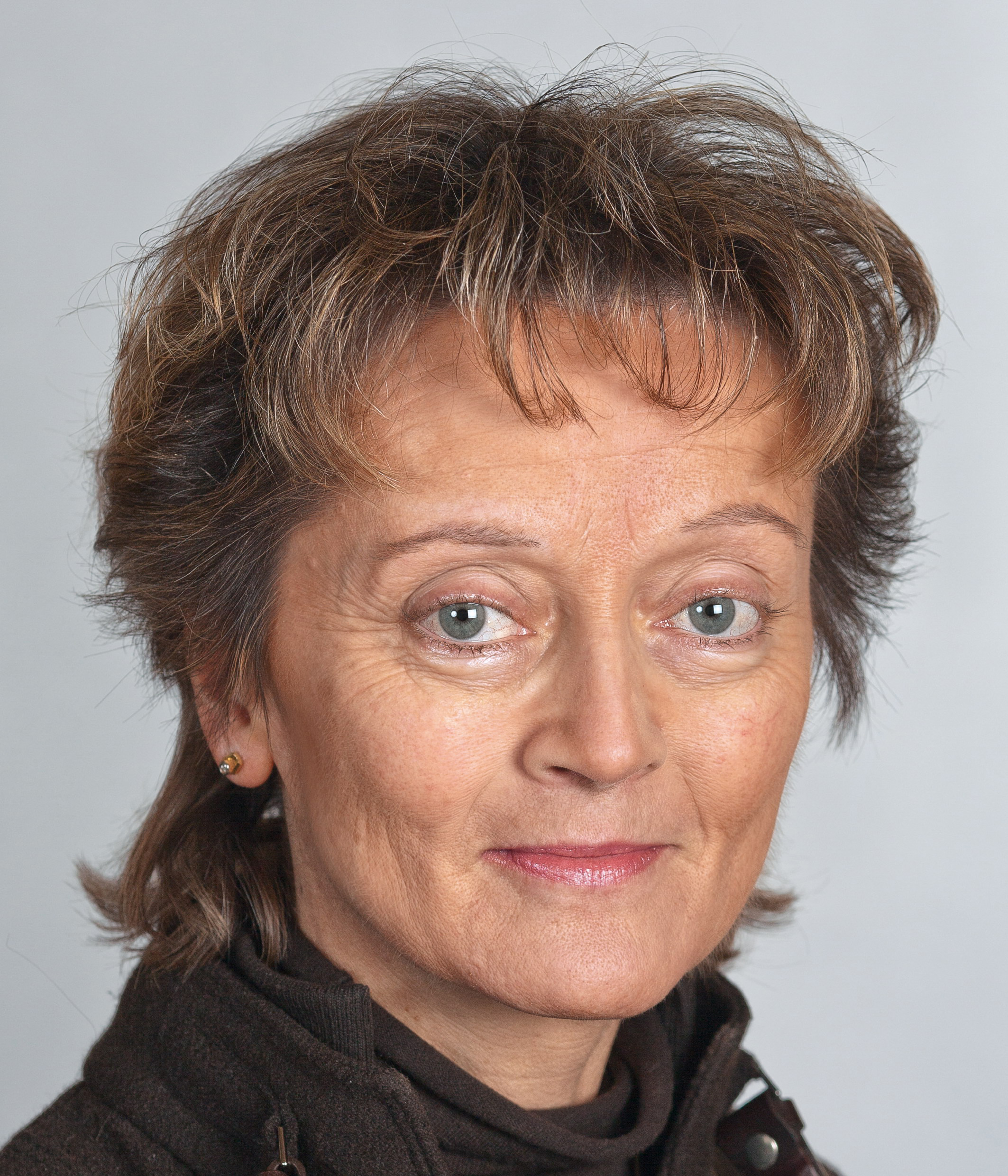
Eveline Widmer-Schlumpf

- Bern/Schweiz: Eveline Widmer-Schlumpf (BDP) übernimmt turnusgemäß das Amt der Bundespräsidentin.[1]
- Budapest/Ungarn: Die umstrittene neue Verfassung tritt in Kraft. Sie erweitert die Befugnisse der Regierung zu Lasten der parlamentarischen Volksvertretung. Des Weiteren ändert sich die amtliche Bezeichnung Ungarns von Magyar Köztársaság (deutsch „Republik der Magyaren“) zu Magyarország (deutsch „Land der Magyaren“).[2]
- Guimarães/Portugal, Maribor/Slowenien: Beide Städte sind Kulturhauptstädte Europas 2012.[3][4]
- Kopenhagen/Dänemark: Dänemark übernimmt für ein halbes Jahr die EU-Ratspräsidentschaft und teilt sich infolge des Vertrages von Lissabon die EU-Präsidentschaft mit Herman Van Rompuy, der seit dem 1. Dezember 2009 Präsident des Europäischen Rates ist.[5]
- Mar del Plata/Argentinien: Start zur vierten Ausgabe der Rallye Dakar in Südamerika.[6]
- New York / Vereinigte Staaten: Aserbaidschan, Guatemala, Marokko, Pakistan und Togo werden neue nichtständige Mitglieder im Sicherheitsrat der Vereinten Nationen.[7]

### Dienstag, 3. Januar 2012
- Frankfurt am Main/Deutschland: Mario Draghi, Präsident der Europäischen Zentralbank, beruft den belgischen Finanzexperten Peter Praet zum neuen EZB-Chefvolkswirt.[8]
- Majuro/Marshallinseln: Das Parlament wählt Christopher Loeak mit 21 zu 11 Stimmen zum Staatspräsidenten, während der bisherige Amtsinhaber Jurelang Zedkaia 10 Stimmen erhält.[9]

### Donnerstag, 5. Januar 2012

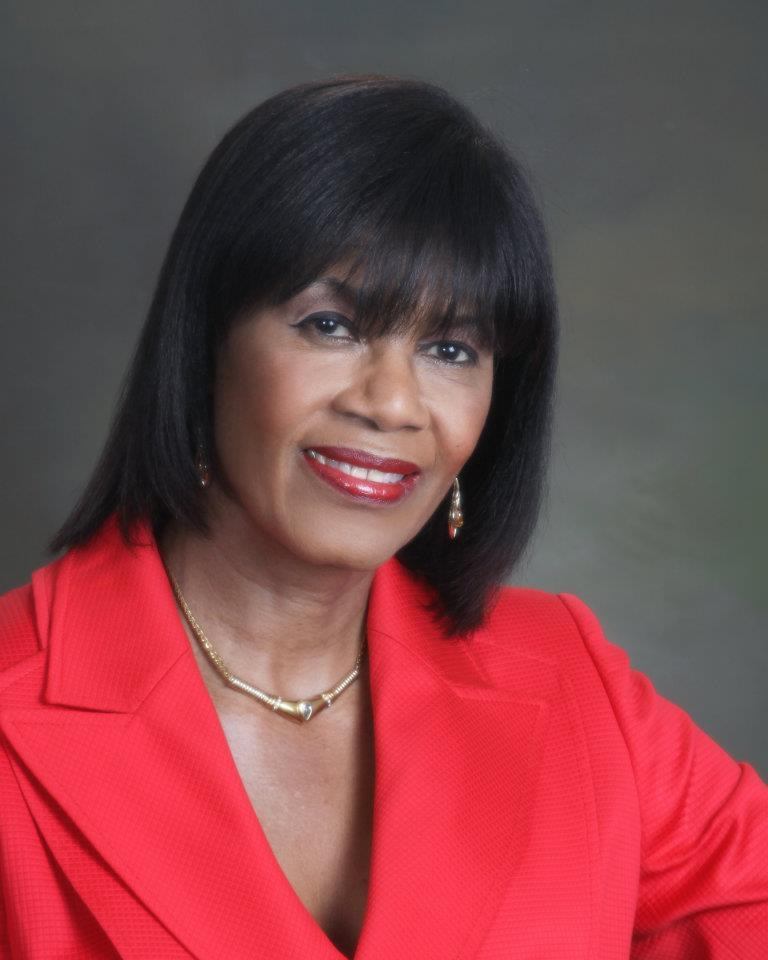
Portia Simpson Miller

- Kingston/Jamaika: Portia Simpson Miller wird eine Woche nach dem Sieg ihrer People’s National Party bei den Parlamentswahlen als Premierministerin vereidigt.[10]

### Freitag, 6. Januar 2012
- Bischofshofen/Österreich: Der österreichische Skispringer Gregor Schlierenzauer gewinnt zum ersten Mal in seiner Karriere die Vierschanzentournee.[11][12]
- Saarbrücken/Deutschland: Die saarländische Ministerpräsidentin Annegret Kramp-Karrenbauer erklärt die seit 2009 bestehende bundesweit erste Jamaika-Koalition auf Länderebene für beendet.[13]

### Samstag, 7. Januar 2012
- Chemnitz/Deutschland: Peter Weck erhält die Krone der Volksmusik. Die Verleihung findet zum letzten Mal statt.[14]
- Rostock/Deutschland: Die Synodalen der drei Landeskirchen Nordelbische Evangelisch-Lutherische Kirche, Evangelisch-Lutherische Landeskirche Mecklenburgs und Pommersche Evangelische Kirche der Evangelischen Kirche beschließen die Fusion zur Evangelisch-Lutherischen Kirche in Norddeutschland.[15]

### Montag, 9. Januar 2012

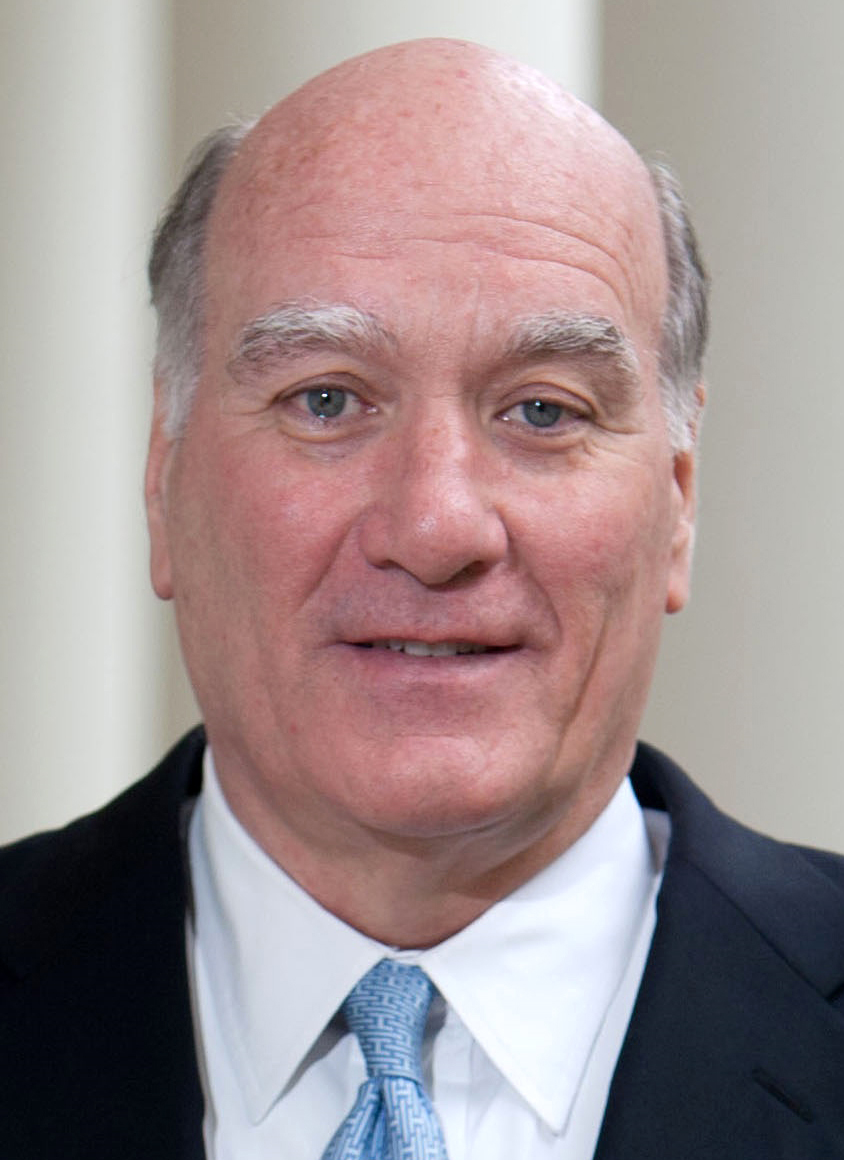
William M. Daley

- Athen/Griechenland: Aus der Nationalgalerie werden Bilder von Piet Mondrian, Pablo Picasso und Guglielmo Caccia entwendet.[16]
- Bern, Zürich/Schweiz: Philipp Hildebrand, dem Insiderhandel vorgeworfen wird, tritt als Präsident der Nationalbank zurück.[17]
- Washington, D.C. / Vereinigte Staaten: Nach nur einem Jahr im Amt erklärt Barack Obamas Stabschef im Weißen Haus, William M. Daley, seinen Rücktritt.[18]
- Zürich/Schweiz: Der Argentinier Lionel Messi wird zum dritten Mal in Folge zum Weltfußballer des Jahres gewählt, während bei den Damen die japanische Weltmeisterin Homare Sawa erfolgreich ist.[19]

### Dienstag, 10. Januar 2012
- Kairo/Ägypten: Fast ein Jahr nach dem Sturz von Husni Mubarak gewinnt die islamistisch-konservative Freiheits- und Gerechtigkeitspartei bei den Parlamentswahlen mit 37,5 % der abgegebenen Wählerstimmen, während die salafistisch-islamistische Partei des Lichts mit 27,8 % zweitstärkste Kraft in der zukünftigen Volksversammlung wird.[20]

### Mittwoch, 11. Januar 2012

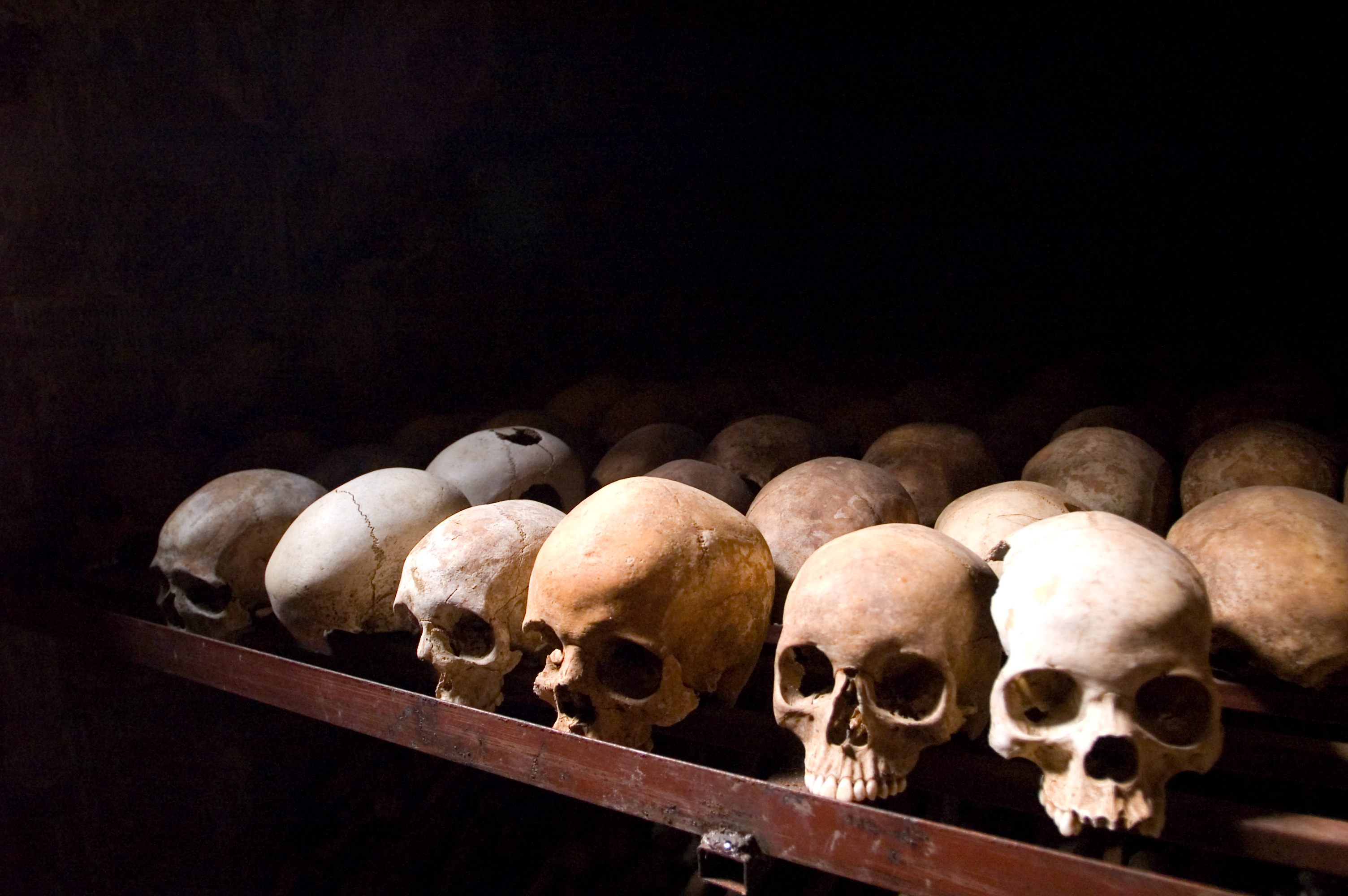
Schädel von Opfern des Völkermordes in Ruanda in der Gedenkstätte Nyamata

- Paris/Frankreich: Fast 18 Jahre nach dem Völkermord in Ruanda kommt ein Untersuchungsbericht zu dem Ergebnis, dass der damalige Präsident Juvénal Habyarimana durch eine Rakete aus dem eigenen Lager getötet wurde, was unmittelbar zum Genozid führte.[21]
- Baton Rouge / Vereinigte Staaten: Biologen um Christopher Austin von der Louisiana State University geben die Entdeckung des Frosches Paedophryne amauensis in Papua-Neuguinea bekannt, eines der kleinsten bekannten Wirbeltiere der Welt.[22]
- Berlin/Deutschland: Der Bassbariton Thomas Quasthoff erklärt seine Gesangskarriere aus gesundheitlichen Gründen für beendet.[23]

### Donnerstag, 12. Januar 2012
- Hpa-an/Myanmar: Die Regierung und die seit Ende der 1940er-Jahre für mehr Autonomie kämpfenden Karen-Rebellen unterzeichnen ein Waffenstillstandsabkommen.[24] Anschließend veranlasst Staatspräsident Thein Sein die Freilassung von mehr als 500 politischen Gefangenen, darunter die Regimekritiker Min Ko Naing und Ko Ko Gyi.[25]

### Freitag, 13. Januar 2012

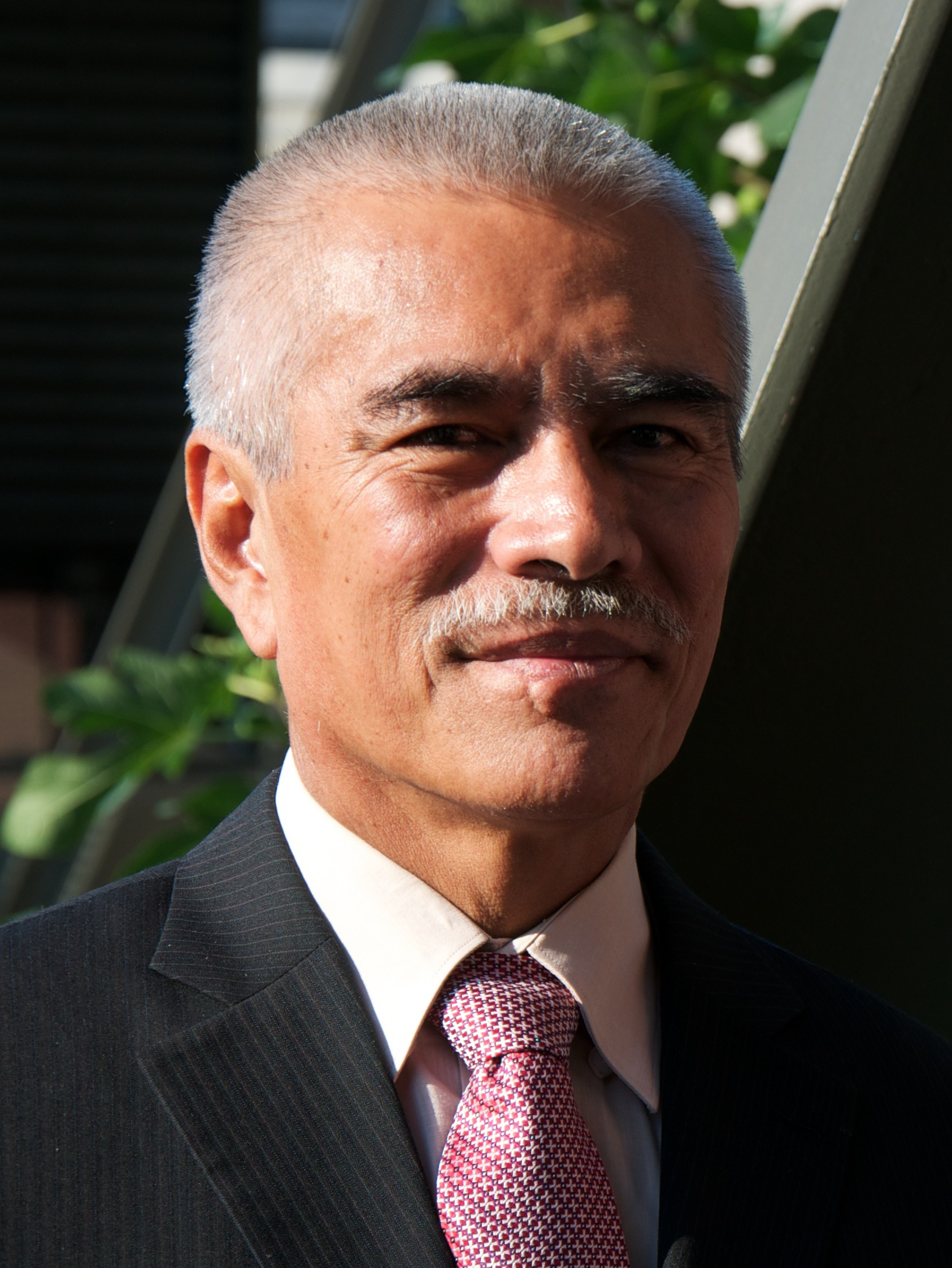
Anote Tong

- Isola del Giglio/Italien: Bei der Havarie des Kreuzfahrtschiffs Costa Concordia vor der Küste der Toskana kommen mindestens 32 Menschen ums Leben.[26]
- Bairiki/Kiribati: Bei den Präsidentschaftswahlen gewinnt Amtsinhaber Anote Tong mit 42,18 % der abgegebenen Wählerstimmen, während Tetaua Taitai 35,02 % und Rimeta Beniamina 22,80 % erhalten.[27]
- Innsbruck/Österreich: Eröffnung der 1. Olympischen Jugend-Winterspiele

### Samstag, 14. Januar 2012

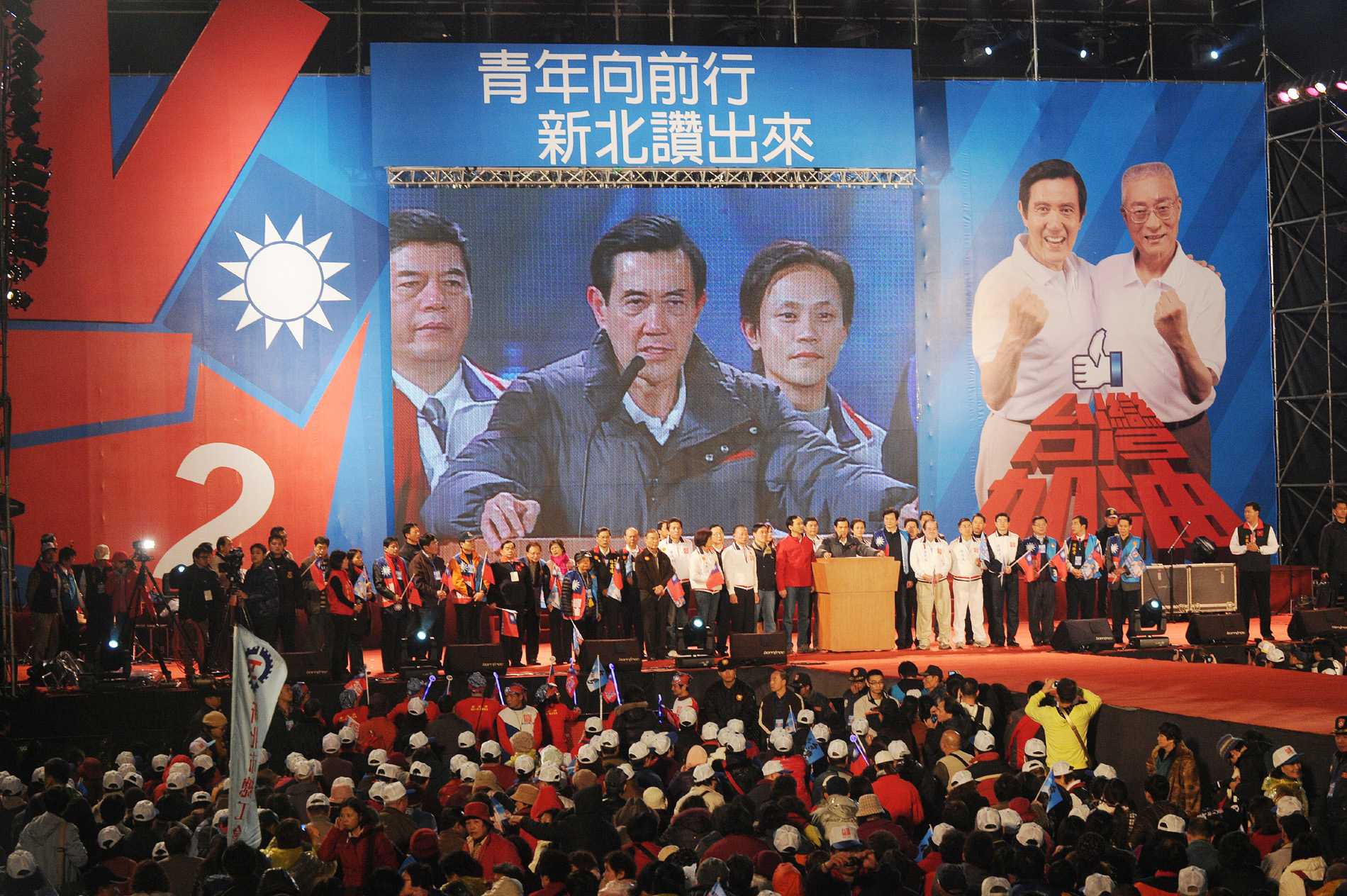
Ma Ying-jeou im Wahlkampf

- Taipeh/Taiwan: Bei der Präsidentenwahl wird der für eine Annäherungspolitik zur Volksrepublik China stehende Ma Ying-jeou in seinem Amt bestätigt. Die gleichzeitig stattfindenden Wahlen zum Legislativ-Yuan gewinnt die Pan-blaue Koalition.[28]

### Sonntag, 15. Januar 2012
- Astana/Kasachstan: Bei den Parlamentswahlen gewinnt die Regierungspartei Nur Otan von Staatspräsident Nursultan Nasarbajew mit 80,74 % der abgegebenen Wählerstimmen. Die OSZE kritisierte die Wahl als undemokratisch.[29]
- Los Angeles / Vereinigte Staaten: Bei der Verleihung der 69. Golden Globe Awards schneidet die Stummfilm-Hommage The Artist von Michel Hazanavicius mit drei gewonnenen Preisen am erfolgreichsten ab.[30]

### Montag, 16. Januar 2012
- Pjöngjang/Nordkorea: Im isolierten Ein-Parteien-Staat darf die Agentur Associated Press als erstes ausländisches Medienunternehmen ein ständiges Nachrichtenbüro eröffnen.[31]

### Dienstag, 17. Januar 2012
- Straßburg/Frankreich: Der deutsche Sozialdemokrat Martin Schulz wird im ersten Wahlgang zum neuen Präsidenten des Europäischen Parlaments gewählt.[32]
- Darmstadt/Deutschland: Die Gesellschaft für deutsche Sprache gibt bekannt, dass Döner-Morde zum Unwort des Jahres 2011 gewählt wurde.[33]

### Donnerstag, 19. Januar 2012

Logo von Kodak

- Rochester / Vereinigte Staaten: Der Film- und Kamerahersteller Kodak stellt gemäß Chapter 11 einen Insolvenzantrag. Das Unternehmen produzierte ab 1935 mit Kodak Kodachrome einen der ersten Farb-Diafilme der Welt.[34]
- Auckland/Neuseeland: Wegen mutmaßlicher Urheberrechtsverletzungen schließt das Justizministerium der Vereinigten Staaten den Internetdienstanbieter Megaupload und nimmt deren Gründer Kim Schmitz fest.[35]

### Freitag, 20. Januar 2012

Logo von Schlecker

- Betlehem/Palästinensische Autonomiegebiete: Die israelische Armee nimmt mit Khaled Tafesh innerhalb von 24 Stunden nach Abd al-Aziz Duwaik das zweite Mitglied des Legislativrates fest.[36]
- Kano/Nigeria: Bei mehreren Terroranschlägen der islamistischen Gruppe Boko Haram kommen im Nordosten des Landes über 190 Menschen ums Leben.[37]
- Ulm/Deutschland: Die Drogeriemarkt-Kette Schlecker beantragt beim Amtsgericht die Eröffnung des Insolvenzverfahrens. Die Mitarbeiter hoffen, dass die Gläubiger von Schlecker einem Sanierungsplan zustimmen werden.[38]

### Samstag, 21. Januar 2012

Logo der Fußball-Afrikameisterschaft 2012

- Bata/Äquatorialguinea: Co-Gastgeber Äquatorialguinea gewinnt das Eröffnungsspiel der 28. Fußball-Afrikameisterschaft 1:0 gegen Libyen.[39]
- Columbia / Vereinigte Staaten: Der ehemalige Sprecher des Repräsentantenhauses der Vereinigten Staaten, Newt Gingrich, gewinnt die republikanischen Vorwahlen in South Carolina mit 40,5 % der abgegebenen Wählerstimmen.[40]
- Philipsburg/Sint Maarten: Als bislang jüngste Weltumseglerin läuft die 16-jährige Laura Dekker mit ihrem Segelboot „Guppy“ in den Hafen der Karibikinsel ein.[41]
- Kitzbühel/Österreich: Kurz nach seiner Rücktrittserklärung gewinnt der Schweizer Skirennläufer Didier Cuche zum fünften Mal die traditionelle Hahnenkamm-Abfahrt auf der Streif.[42]

### Sonntag, 22. Januar 2012
- Helsinki/Finnland: Bei der Präsidentschaftswahl erhält Sauli Niinistö 37 % der abgegebenen Wählerstimmen, während Pekka Haavisto 18,8 % und Paavo Väyrynen 17,5 % erreichen. Sauli Niinistö und Pekka Haavisto werden sich am 5. Februar einer Stichwahl stellen.[43]
- Zagreb/Kroatien: Zwei Drittel der Abstimmenden stimmen bei einer Beteiligung von 43,5 % in einem Referendum für den Beitritt Kroatiens zur Europäischen Union.[44]
- Sanaa/Jemen: Der bisherige Staatspräsident Ali Abdullah Salih verlässt das Land über den Oman in die Vereinigten Staaten.[45]

### Montag, 23. Januar 2012

Logo von Cirrus Airlines

- Brüssel/Belgien: Die Europäische Union verhängt infolge des Iranischen Atomprogrammes ein Ölembargo gegen das Land.[46]
- Paris/Frankreich: Nach der Nationalversammlung verabschiedet auch der Senat ein Genozid-Gesetz, das unter anderem die Leugnung des Völkermordes an den Armeniern unter Strafe stellt.[47]
- Saarbrücken/Deutschland: Die Fluggesellschaft Cirrus Airlines stellt beim Amtsgericht Antrag auf Eröffnung eines Insolvenzverfahrens.[48]
- Lusaka/Sambia: Die Regierung Sambias unter Präsident Michael Sata stimmt der Empfehlung des Vorstands der Bank of Zambia zur Umstellung der Landeswährung, des Sambischen Kwacha, zu.

### Dienstag, 24. Januar 2012
- Kairo/Ägypten: Der Oberste Rat der Streitkräfte unter Mohammed Hussein Tantawi hebt den seit der Ermordung des früheren Staatspräsidenten Anwar as-Sadat von 1981 geltenden Notstand auf.[49]

### Mittwoch, 25. Januar 2012
- Tokio/Japan: Die Regierung meldet erstmals seit 1980 Handelsbilanzdefizit.[50]

### Donnerstag, 26. Januar 2012
- Davos/Schweiz: Beginn des Weltwirtschaftsforums.[51]

### Freitag, 27. Januar 2012
- Wien/Österreich: Bei der Verleihung des Österreichischen Filmpreises schneidet Karl Markovics’ Spielfilmdebüt Atmen mit sechs Auszeichnungen am erfolgreichsten ab.[52]

### Samstag, 28. Januar 2012
- Ljubljana/Slowenien: Acht Wochen nach dem Sieg der Liste Zoran Janković – Positives Slowenien bei der vorgezogenen Parlamentswahl wird der konservative Politiker Janez Janša zum Ministerpräsidenten gewählt.[53]

### Sonntag, 29. Januar 2012

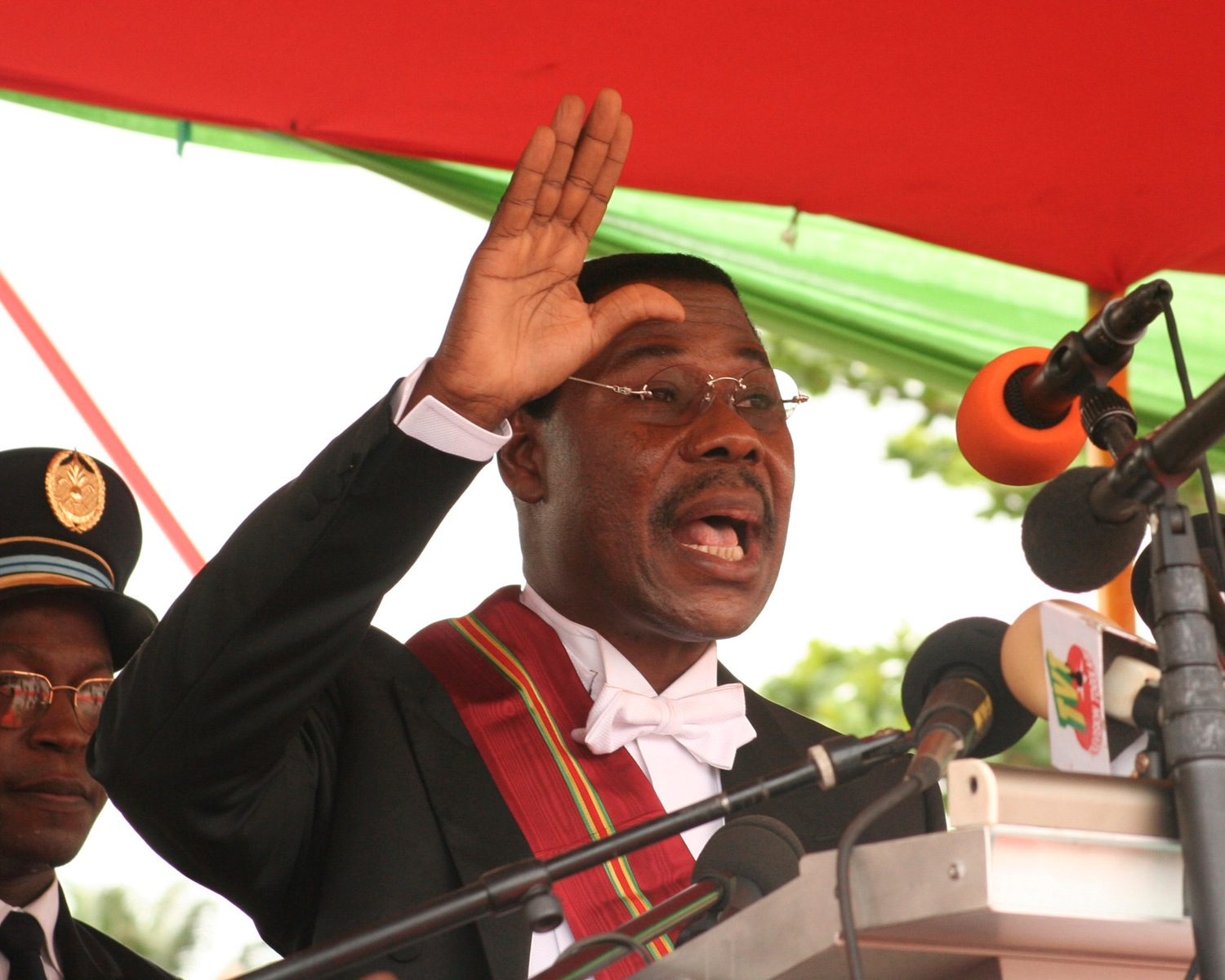
Boni Yayi (2006)

- Addis Abeba/Äthiopien: Der Präsident Benins, Boni Yayi, wird für ein Jahr zum Präsidenten der Afrikanischen Union gewählt.[54]
- Melbourne/Australien: Der serbische Tennisspieler Novak Đoković gewinnt zum dritten Mal die Australian Open, während bei den Damen die Belarussin Wiktoryja Asaranka erfolgreich ist.[55]
- Belgrad/Serbien: Im Finale der 10. Handball-Europameisterschaft der Männer gewinnt Dänemark mit 21:19 gegen Serbien.[56]
- Wien/Österreich: Kardinal Angelo Amato spricht im Stephansdom mit Erlaubnis von Papst Benedikt XVI. die österreichische Sozialpolitikerin Hildegard Burjan selig.[57]

### Montag, 30. Januar 2012

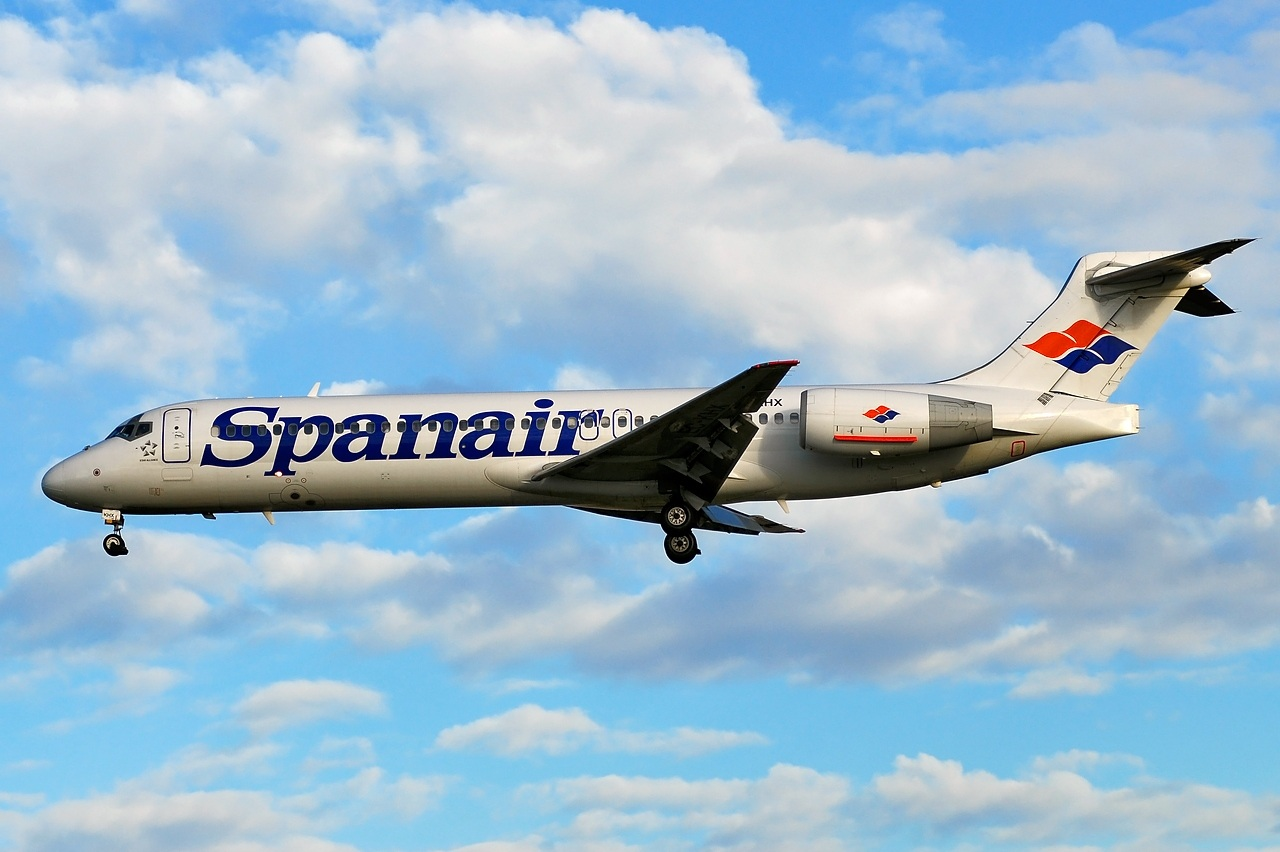
Boeing 717, Spanair

- Brüssel/Belgien: 25 der 27 Staaten der Europäischen Union beschließen auf einem Sondergipfel einen Fiskalpakt für mehr Haushaltsdisziplin; außerdem wird der neue Rettungsfonds ESM gebilligt.[58]
- Genf/Schweiz: Nach der Züchtung einer hochgradig ansteckenden, lebensbedrohlichen Variante des Influenza-A-Virus H5N1 verkünden die weltweit führenden Influenza-Forscher ein Moratorium für Experimente mit genetisch veränderten Vogelgrippe H5N1-Viren.[59]
- L’Hospitalet de Llobregat / Spanien: Die Fluggesellschaft Spanair meldet Insolvenz an.[60]

## Weblinks

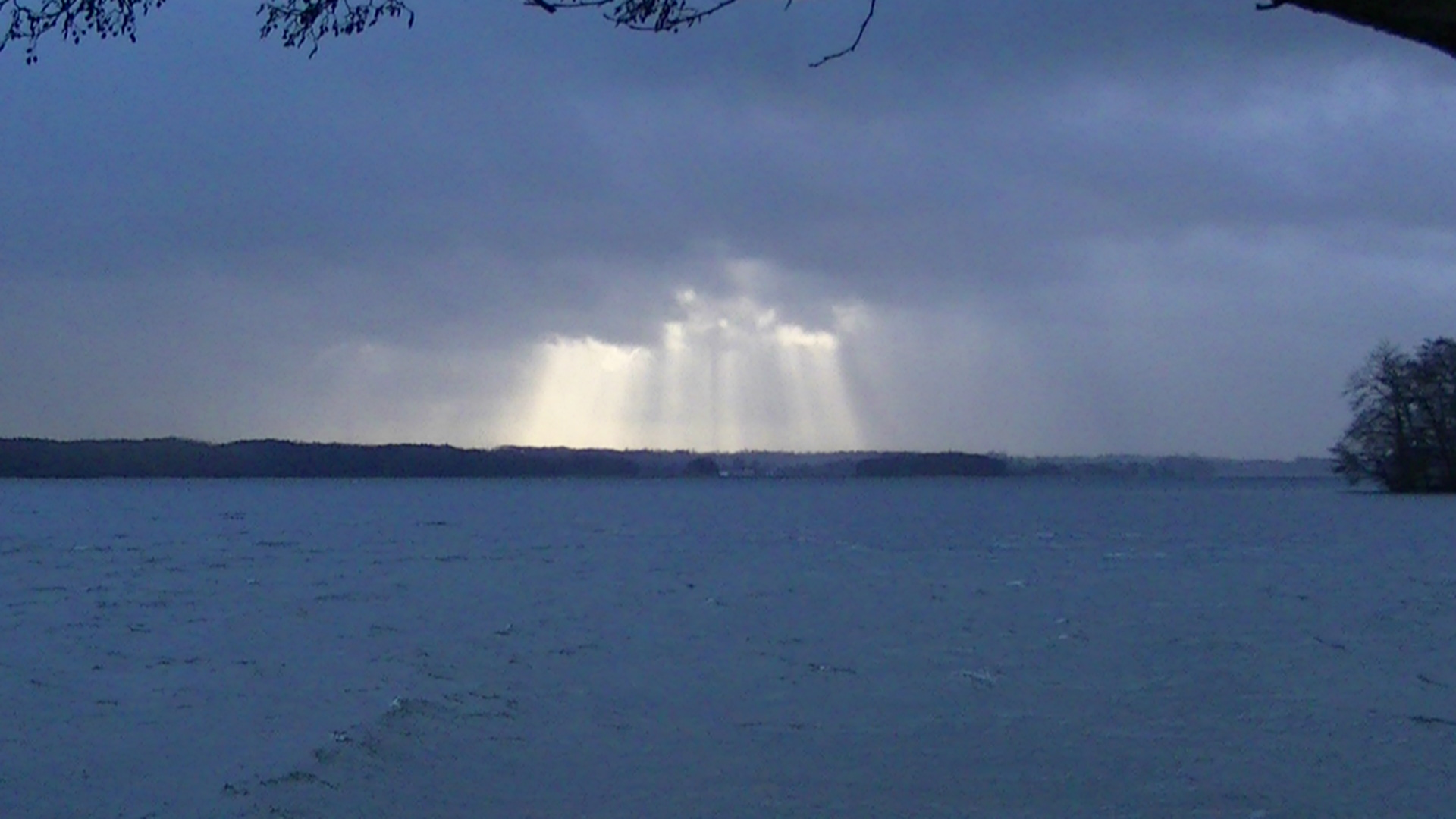
Schleswig-Holstein im Januar 2012